# Suore della carità di San Luigi
Le Suore della Carità di San Luigi, dette di Vannes, sono un istituto religioso femminile di diritto pontificio: le suore di questa congregazione pospongono al loro nome la sigla S.C.S.L.

## Storia

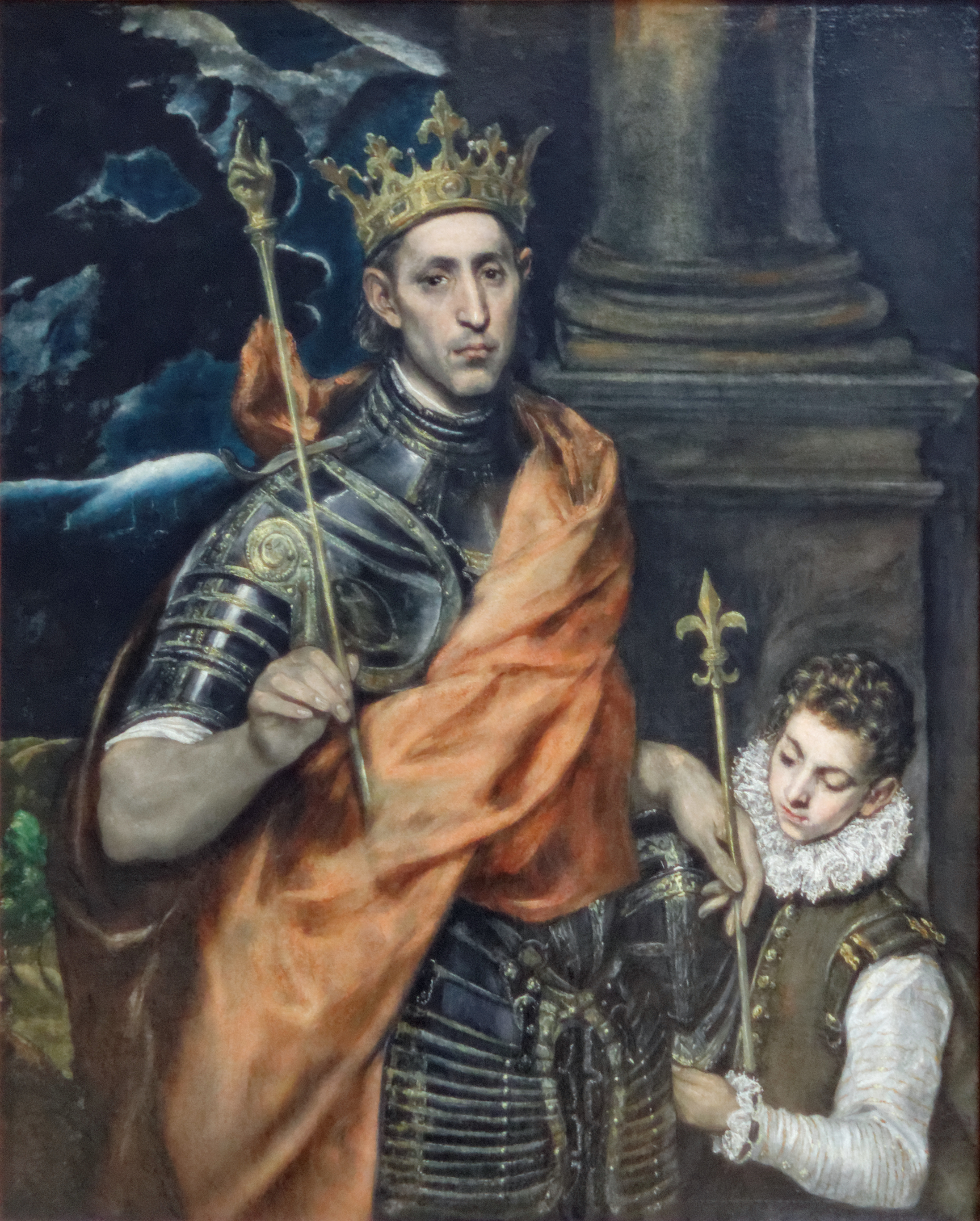
San Luigi, re dei Francesi, patrono della congregazione

La congregazione, sorta per l'educazione dei fanciulli poveri, venne fondata a Vannes il 25 maggio 1803 da Madame Molé, nata Marie-Louise de Lamoignon (1763-1825), assieme con Antoine-Xavier Maynaud de Pancemont (1756-1807).
Le suore della Carità di San Luigi vennero approvate oralmente da papa Pio VII nel 1805 e da Pierre-Ferdinand de Bausset-Roquefort, vescovo di Vannes, il 24 aprile 1816; papa Gregorio XVI concesse l'approvazione definitiva all'istituto il 4 dicembre 1840.
Nel 1853 le religiose aggiunsero alle loro finalità l'assistenza agli ammalati (servirono come infermiere negli ospedali militari durante la prima guerra mondiale) e nel 1945 iniziarono a lavorare anche nelle missioni estere (nelle Antille).
A causa delle leggi anticongregazioniste in Francia, nel 1902 le suore trasferirono le loro comunità in Inghilterra e, soprattutto, in Canada.

## Attività e diffusione
Le suore della Carità di San Luigi si dedicano all'istruzione e all'educazione cristiana della gioventù e all'assistenza agli anziani e agli ammalati.
Sono presenti in Europa (Francia, Regno Unito), nelle Americhe (Canada, Haiti, Martinica, Messico, Stati Uniti d'America) e in Africa (Madagascar, Mali, Senegal);
la sede generalizia è a Montréal.
Alla fine del 2008 la congregazione contava 637 religiose in 96 case.